# 2018–2019-es Jaguar I-Pace eTrophy
A 2018–2019. évi Jaguar I-Pace eTrophy volt az első szezonja a szériának. A bajnokság 2018. december 15-én vette kezdetét Szaúd-Arábiában, a szezonzáróra pedig New York városában került sor, 2019. július 14-én. A szezon 10 versenyből állt. A sorozat a Formula–E betétfutamaiként szerepelt.

## Csapatok és versenyzők

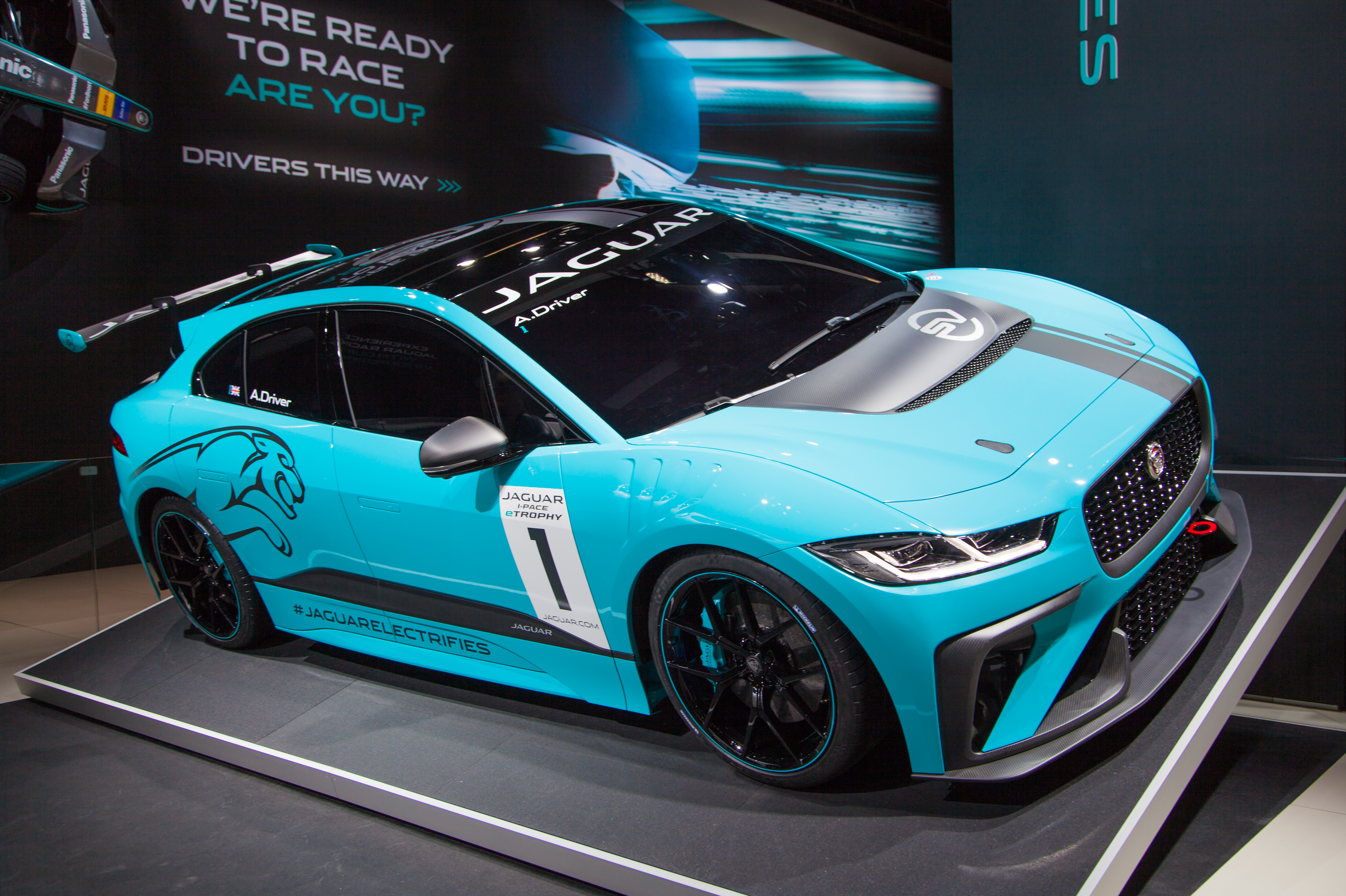
A széria versenyautója

| Csapat                                       | Kategória | Rajtszám | Versenyző         | Fordulók |
| -------------------------------------------- | --------- | -------- | ----------------- | -------- |
| Jaguar VIP Car                               | G         | 1        | Alice Powell      | 1        |
| Jaguar VIP Car                               | G         | 1        | Salvador Durán    | 2        |
| Jaguar VIP Car                               | G         | 1        | Darryl O'Young    | 3        |
| Jaguar VIP Car                               | G         | 1        | David Cheng       | 4        |
| Jaguar VIP Car                               | G         | 1        | Luca Salvadori    | 5        |
| Jaguar VIP Car                               | G         | 1        | Archie Hamilton   | 6        |
| Jaguar VIP Car                               | G         | 1        | Anthony Beltoise  | 7        |
| Jaguar VIP Car                               | G         | 1        | Jens Dralle       | 8        |
| Jaguar VIP Car                               | G         | 1        | Mark Hacking      | 9–10     |
| Jaguar Brazil Racing                         | P         | 0        | Cacá Bueno        | Összes   |
| Jaguar Brazil Racing                         | P         | 10       | Sérgio Jimenez    | Összes   |
| Rahal Letterman Lanigan Racing               | P         | 3        | Katherine Legge   | Összes   |
| Rahal Letterman Lanigan Racing               | P         | 6        | Bryan Sellers     | Összes   |
| TWR Techeetah                                | P         | 18       | Stefan Rzadzinski | 1–7      |
| TWR Techeetah                                | P         | 77       | Adam Carroll      | 8        |
| Team Asia New Zealand                        | P         | 96       | Simon Evans       | Összes   |
| Viessmann Jaguar I-PACE eTROPHY Team Germany | PA        | 7        | Célia Martin      | Összes   |
| Jaguar China Racing                          | PA        | 8        | Wang Tao          | 1, 4     |
| Jaguar China Racing                          | PA        | 9        | Yaqi Zhang        | Összes   |
| Jaguar China Racing                          | PA        | 11       | Qi Lin            | 2–3, 5   |
| Jaguar China Racing                          | PA        | 15       | Ziyi Zhang        | 6-10     |
| Saudi Racing                                 | PA        | 12       | Bandar Alesayi    | Összes   |
| Saudi Racing                                 | PA        | 24       | Ahmed Bin Khanen  | Összes   |
| Forrás:                                      |           |          |                   |          |

| Ikon | Kategória |
| ---- | --------- |
| P    | Pro       |
| PA   | Pro-Am    |
| G    | Vendég    |

### Év közbeni változások
- Az idény során  Thomas Bleiner sikertelenül nevezett be a bajnokságba.[21] Az előzetes nevezési listán szerepelt egy Team Bleiner nevezetű csapat, azonban végül az alakulat visszalépett a szezon kezdete előtt.
- Stefan Rzadzinski szerződése lejárt a TWR Techeetah csapattal a Berlin nagydíj előtt, így a futamon a korábbi A1 Grand Prix bajnok  Adam Carroll indult.[22] Azonban a New Yorkban rendezett versenyek előtt a csapat visszalépett a sorozattól.[23]
- A  Jaguar China Racing gárdája több versenyzőpárossal is rendelkezett az évad során. Állandó versenyzőjük  Yaqi Zhang volt, csapattársa a szezon második felére  Ziyi Zhang lett.

## Versenynaptár
| Forduló | Város                    | Ország | Helyszín                               | Dátum              |
| ------- | ------------------------ | ------ | -------------------------------------- | ------------------ |
| 1       | Rijád                    | KSA    | Riyadh Street Circuit                  | 2018. december 15. |
| 2       | Mexikóváros              | MEX    | Autódromo Hermanos Rodríguez           | 2019. február 16.  |
| 3       | Hongkong                 | HKG    | Hong Kong Central Harbourfront Circuit | 2019. március 10.  |
| 4       | Sanya                    | CHN    | Sanya Street Circuit                   | 2019. március 23.  |
| 5       | Róma                     | ITA    | Circuito Cittadino dell'EUR            | 2019. április 13.  |
| 6       | Párizs                   | FRA    | Circuit des Invalides                  | 2019. április 27.  |
| 7       | Monaco                   | MCO    | Circuit de Monaco                      | 2019. május 11.    |
| 8       | Berlin                   | GER    | Tempelhof Airport Street Circuit       | 2019. május 25.    |
| 9       | New York City 1. verseny | USA    | Brooklyn Street Circuit                | 2019. július 13.   |
| 10      | New York City 2. verseny | USA    | Brooklyn Street Circuit                | 2019. július 14.   |
| Forrás: |                          |        |                                        |                    |

## Eredmények
| Forduló | Helyszín      | Pole-pozíció    | Leggyorsabb kör | Pro győztes     | Győztes konstruktőr            | Pro-Am győztes   |
| ------- | ------------- | --------------- | --------------- | --------------- | ------------------------------ | ---------------- |
| 1       | Szaúd-Arábia  | Simon Evans     | Katherine Legge | Simon Evans     | Team Asia New Zealand          | Bandar Alesayi   |
| 2       | Mexikó        | Katherine Legge | Bryan Sellers   | Katherine Legge | Rahal Letterman Lanigan Racing | Bandar Alesayi   |
| 3       | Hongkong      | Cacá Bueno      | Simon Evans     | Bryan Sellers   | Rahal Letterman Lanigan Racing | Yaqi Zhang       |
| 4       | Sanya         | Cacá Bueno      | Bryan Sellers   | Cacá Bueno      | Jaguar Brazil Racing           | Bandar Alesayi   |
| 5       | Róma          | Sérgio Jimenez  | Cacá Bueno      | Sérgio Jimenez  | Jaguar Brazil Racing           | Bandar Alesayi   |
| 6       | Párizs        | Bryan Sellers   | Simon Evans     | Bryan Sellers   | Rahal Letterman Lanigan Racing | Bandar Alesayi   |
| 7       | Monaco        | Cacá Bueno      | Cacá Bueno      | Cacá Bueno      | Jaguar Brazil Racing           | Yaqi Zhang       |
| 8       | Berlin        | Cacá Bueno      | Sérgio Jimenez  | Cacá Bueno      | Jaguar Brazil Racing           | Yaqi Zhang       |
| 9       | New York City | Sérgio Jimenez  | Cacá Bueno      | Sérgio Jimenez  | Jaguar Brazil Racing           | Bandar Alesayi   |
| 10      | New York City | Sérgio Jimenez  | Sérgio Jimenez  | Sérgio Jimenez  | Jaguar Brazil Racing           | Ahmed Bin Khanen |

### Versenyzők
A pontrendszer hasonló, mint a többi FIA bajnokságban illetve hasonló a Formula–E-hez:

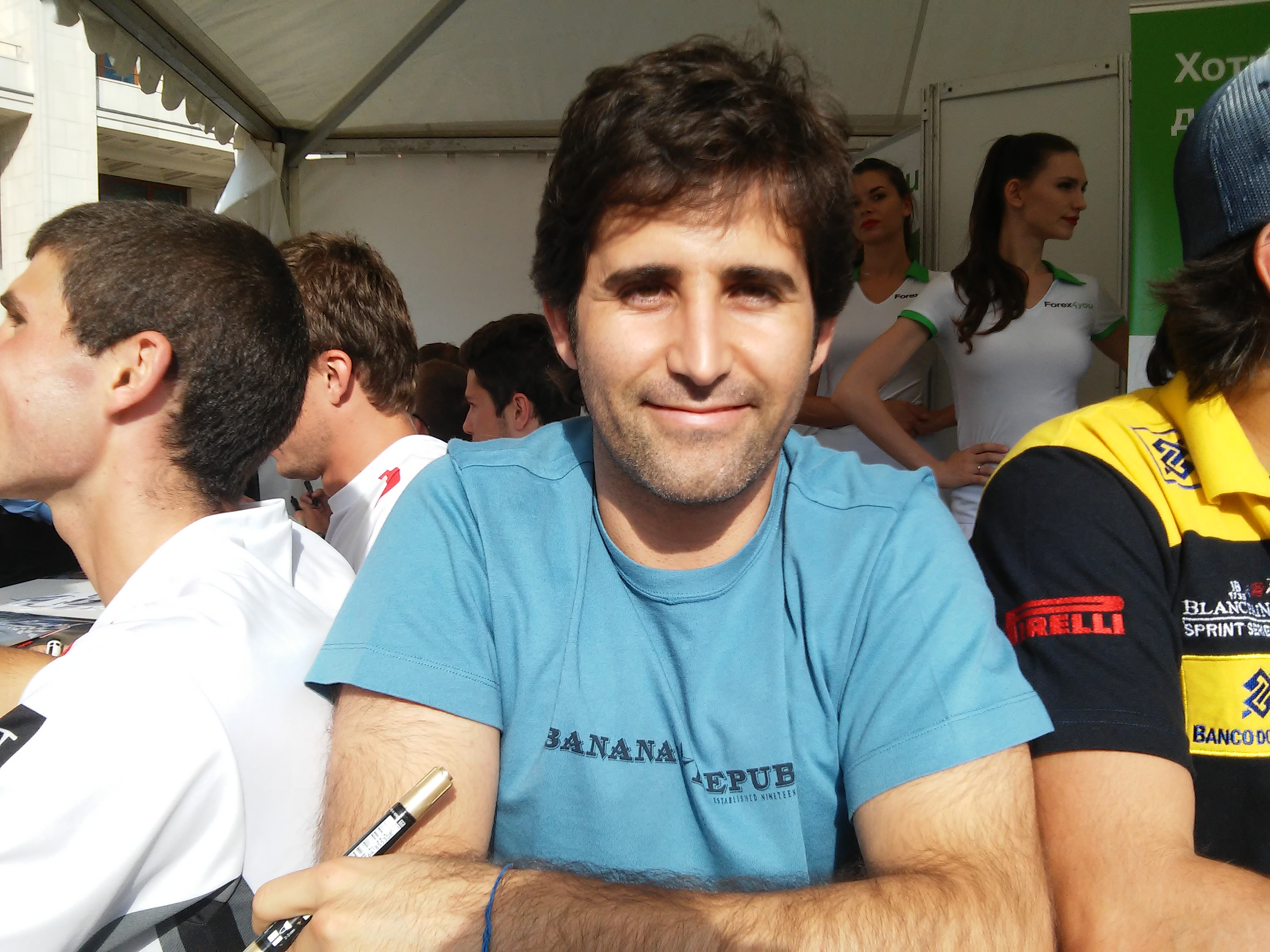
Sergio Jimenez, a bajnokság legelső szezonjának bajnoka.

| Helyezés | 1. | 2. | 3. | 4. | 5. | 6. | 7. | 8. | 9. | 10. | Pole |
| Pont     | 20 | 15 | 11 | 8  | 6  | 5  | 4  | 3  | 2  | 1   | 1    |

| 1.                                       | Sérgio Jimenez    | 2   | 3  | 3  | 4   | 1   | 3   | 2   | 2   | 1  | 1  | 149 |
| 2.                                       | Cacá Bueno        | 4   | 4  | 5  | 1   | 6   | Ki  | 1   | 1   | 2  | 2  | 121 |
| 3.                                       | Bryan Sellers     | 3   | 2  | 1  | Kiz | 2   | 1   | 3   | 4   | Ni | 5  | 107 |
| 4.                                       | Simon Evans       | 1   | 65 | 4  | 2   | 3   | 4   | 4   | 3   | 3  | 4  | 106 |
| 5.                                       | Katherine Legge   | 65  | 1  | 2  | 5   | 4   | 105 | Ki  | 6   | 4  | 3  | 86  |
| 6.                                       | Stefan Rzadzinski | 126 | Ki | Ki | 3   | 5   | 2   | 105 |     |    |    | 43  |
| 7.                                       | Adam Carroll      |     |    |    |     |     |     |     | 5   |    |    | 6   |
| Pro-Am                                   |                   |     |    |    |     |     |     |     |     |    |    |     |
| 1.                                       | Bandar Alesayi    | 71  | 51 | 82 | 61  | 71  | 84  | 62  | Ki  | 51 | 83 | 155 |
| 2.                                       | Yaqi Zhang        | 104 | Ki | 71 | 93  | 92  | 73  | 51  | 71  | 62 | 72 | 136 |
| 3.                                       | Ahmed Bin Khanen  | 82  | 72 | Ki | 82  | 114 | 51  | Ki  | 93  | 73 | 61 | 117 |
| 4.                                       | Célia Martin      | 115 | Ki | 93 | Ni  | 103 | 62  | 83  | 82  | 84 | Ki | 77  |
| 5.                                       | Ziyi Zhang        |     |    |    |     |     | 95  | 94  | 114 | 95 | 94 | 36  |
| 6.                                       | Tao Wang          | 93  |    |    | Ki  |     |     |     |     |    |    | 11  |
| 7.                                       | Qi Lin            |     | 83 | Ki |     | Ki  |     |     |     |    |    | 11  |
| Vendégpilótaként nem jogosultak pontokra |                   |     |    |    |     |     |     |     |     |    |    |     |
|                                          | Alice Powell      | 5   |    |    |     |     |     |     |     |    |    |     |
|                                          | Darryl O'Young    |     |    | 6  |     |     |     |     |     |    |    |     |
|                                          | David Cheng       |     |    |    | 7   |     |     |     |     |    |    |     |
|                                          | Anthony Beltoise  |     |    |    |     |     |     | 7   |     |    |    |     |
|                                          | Luca Salvadori    |     |    |    |     | 8   |     |     |     |    |    |     |
|                                          | Jens Dralle       |     |    |    |     |     |     |     | 10  |    |    |     |
|                                          | Salvador Durán    |     | Ki |    |     |     |     |     |     |    |    |     |
|                                          | Archie Hamilton   |     |    |    |     |     | Ki  |     |     |    |    |     |
|                                          | Mark Hacking      |     |    |    |     |     |     |     |     | Ki | Vi |     |

- ‡ Az időmérőt nem tartották meg a rossz időjárási viszonyok és a biztonsági szempontok miatt. Ezért a pole-pozícióért nem járt extra pont.

## Külső hivatkozások
- A Jaguar I-Pace eTrophy hivatalos honlapja